# دوغ واتسون (لاعب بولينغ)
دوغ واتسون (بالإنجليزية: Doug Watson)‏ هو لاعب بولينغ جنوب أفريقي، ولد في 1945، وتوفي في 2005.